# Щерба Анатолій Анатолійович
Анатолій Анатолійович Щерба (нар. 17 липня 1962, Березань, Київська область) — український дипломат. Надзвичайний і Повноважний Посол України.

## Біографія
Народився 17 липня 1962 року в місті Березань на Київщині. Закінчив Київський державний університет ім. Т.Шевченка (1985), факультет міжнародних відносин та міжнародного права. Володіє іноземними мовами: російською, іспанською, англійською.
З 1992 — на дипломатичній роботі в Міністерстві закордонних справ України. Займався питаннями контролю над озброєннями, роззброєння, експортного контролю.
З 1997 по 2000 — заступник постійного представника України при міжнародних організаціях у Відні (Австрія), представник України у Спільній Консультативній групі Договору про звичайні збройні сили в Європі, Консультативній комісії Договору з відкритого неба та у Форумі ОБСЄ з питань співробітництва в галузі безпеки.
З 2001 по 2006 — начальник Управління контролю над озброєнням та військово-технічного співробітництва МЗС України.
З 2001 по 2005 — представник України у Спільній комісії з виконання та інспекцій за Договором про СНО (START-1).
З 2004 по 06.2007 — член Колегії Комісії ООН з моніторингу, верифікації та інспекцій в Іраку (UNMOVIC).
З 10 травня 2006 року — 23.02.2012 — Надзвичайний і Повноважний Посол України в Королівстві Іспанія.
З 10 листопада 2006 року — 23.02.2012Постійний представник України при Всесвітній туристичній організації (ВТО) за сумісництвом.
З 22 листопада 2006 року — 23.02.2012 — Надзвичайний і Повноважний Посол України в Князівстві Андорра за сумісництвом.
З 2012 по 2014  — директор Другого територіального департаменту (країни Західної Європи та Америки) Міністерства закордонних справ України
З 2014 по 2016  — директор Департаменту Америки Міністерства закордонних справ України
З 11 березня 2016 року по 2 липня 2020 року — Надзвичайний і Повноважний Посол України в Королівстві Іспанія.